# Ostichthys kaianus
Ostichthys kaianus är en fiskart som först beskrevs av Günther, 1880.  Ostichthys kaianus ingår i släktet Ostichthys och familjen Holocentridae. Inga underarter finns listade i Catalogue of Life.